# يو إينوي
يو إينوي (ولدت في 4 دجنبر 1946 طوكيو، طوكيو، االيابان, وتوفيت في 28 فبراير 2003) هي مؤدية اصوات يابانية.

## الأدوار
- الوميض الأزرق
- عدنان ولينا
- آموجي في كيمبا الأسد الأبيض
- هيرو في البطل الذهبي
- ميستي شايلا في سانشيرو
- رينكو في ينبوع الأحلام
- تيندون أوكآسان في الرغيف العجيب
- باكين وسارلين باكون في السيدة ملعقة
- فيفسلان في وادي الأمان
- ريو باكورا (الأول) في يوغي يو

## وصلات خارجية
- يو إينوي على موقع IMDb (الإنجليزية)
- يو إينوي على موقع ميوزك برينز (الإنجليزية)
- يو إينوي على موقع قاعدة بيانات الفيلم (الإنجليزية)
- يو إينوي على موقع كينوبويسك (الروسية)
- يو إينوي على موقع ANN person (الإنجليزية)

http://www.animenewsnetwork.com/encyclopedia/people.php?id=3408